# Marian Zając (duchowny)
Marian Wiesław Zając (ur. 15 sierpnia 1959 w Nowym Sączu) – polski duchowny katolicki, profesor nauk teologicznych, nauczyciel akademicki Katolickiego Uniwersytetu Lubelskiego Jana Pawła II, prodziekan Wydziału Teologii Katolickiego Uniwersytetu Lubelskiego Jana Pawła II, specjalista w zakresie katechetyki.

## Życiorys
Pochodzi z parafii Wielogłowy. Maturę uzyskał w 1979 w I Liceum Ogólnokształcącym im. Jana Długosza w Nowym Sączu. Wstąpił do Wyższego Seminarium Duchownego w Tarnowie. W 1985 uzyskał tytuł magistra teologii w Papieskiej Akademii Teologicznej w Krakowie. 26 maja 1985 r. otrzymał święcenia kapłańskie z rąk bpa Jerzego Ablewicza. W latach 1985–1988 pracował jako wikariusz i katecheta szkół średnich w Tarnowie, a następnie do 1992 roku na tym samym stanowisku w Nowym Sączu.
W roku 1992 został skierowany na Katolicki Uniwersytet Lubelski celem odbycia studiów specjalistycznych z zakresu katechetyki. Dnia 14 czerwca 1994 roku otrzymał tytuł licencjata nauk teologicznych. W 1996 r. uzyskał stopień naukowy doktora nauk teologicznych w zakresie teologii pastoralnej na podstawie napisanej pod kierunkiem Mieczysława Majewskiego rozprawy pt. Katechizacja w diecezji tarnowskiej w okresie posługi biskupiej Jerzego Ablewicza 1962-1989. W 1996 rozpoczął pracę w Instytucie Teologicznym w Tarnowie. Równocześnie pracował w Wydziale Katechetycznym Kurii Diecezjalnej w Tarnowie na stanowisku referenta wydziału odpowiedzialnego za sprawy kadrowe, formację stałą katechetów świeckich oraz pełnił funkcję diecezjalnego wizytatora nauki religii w okresie od 1996 do 2000 roku. W latach 1998–1999 otrzymał nominację na stanowisko Diecezjalnego Duszpasterza Nauczycieli i Wychowawców oraz asystenta diecezjalnego Katolickiego Stowarzyszenia Wychowawców z siedzibą w Tarnowie. W 1999 został nominowany przez ks. bpa Wiktora Skworca do Diecezjalnej Rady ds. Formacji Duchowieństwa Diecezji Tarnowskiej.
Od 1 października 2000 r. prowadzi ćwiczenia z dydaktyki szczegółowej i sprawuje opiekę nad przygotowaniem pedagogicznym na kursie magisterskim „B” oraz wykłady na kursie wyższym - doktoranckim w Katolickim Uniwersytecie Lubelskim. W latach 2000–2003 podjął wykłady z katechetyki i opiekę nad praktykami katechetycznymi w Wyższym Seminarium Duchownym Księży Marianów w Lublinie. Wyjeżdżał także z wykładami z katechetyki na Słowację. W roku 2002 został mianowany rzeczoznawcą do spraw oceny programów nauczania religii i podręczników katechetycznych przy Komisji Wychowania Katolickiego Konferencji Episkopatu Polski na dwie kadencje. Natomiast na 331. zebraniu plenarnym Konferencji Episkopatu Polski w dniach 8-9 marca 2005 r., został zatwierdzony jako Konsulator Komisji Wychowania Katolickiego Konferencji Episkopatu Polski na pięcioletnią kadencję. Od 2003 roku organizował dziewięciokrotnie sympozja dla Rektoratu Polskiej Misji Katolickiej, w których uczestniczyli katecheci pracujący przy polskich misjach katolickich w Niemczech oraz Holandii. W 2006 r. na podstawie dorobku naukowego oraz monografii pt. Katecheza maryjna w Polsce w latach 1905-2005 otrzymał na Wydziale Teologii KUL stopień doktora habilitowanego nauk teologicznych.
W 2017r. prezydent RP Andrzej Duda nadał mu tytuł profesora nauk teologicznych. Objął stanowisko profesora nadzwyczajnego na Wydziale Teologii KUL i został prodziekanem tego wydziału. W roku 2010 otrzymał godność Kapelana Jego Świątobliwości, a w 2021 kanonika gremialnego kapituły kolegiackiej w Nowym Sączu.